# Amelinha
Amélia Cláudia Garcia Collares, mais conhecida como Amelinha (Fortaleza, 21 de julho de 1950), é uma cantora e compositora brasileira.

## Carreira
Amelinha iniciou sua carreira na década de 1970, ao lado de outros cantores cearenses como Fagner, Belchior e Ednardo. O grupo ficou conhecido no meio artístico como "Pessoal do Ceará". Partiu de sua terra natal, no ano de 1970, para cursar comunicação na cidade de São Paulo. Cantando inicialmente como amadora, Amelinha participou de shows do cearense Fagner, de quem é amiga.
A partir do ano de 1974, inicia sua carreira profissional na música, apresentando-se em programas televisivos. Em 1975, viaja para Punta del Este, no Uruguai, na companhia de Vinicius de Moraes e Toquinho.
Dois anos depois, Amelinha lança o disco "Flor da Paisagem", sob produção de Fagner, e foi apontada como cantora revelação da MPB. Em 1979, ganha o disco de ouro com o lançamento do LP "Frevo Mulher", cuja canção do mesmo titulo se tornou um grande sucesso na época com passar das décadas se tornando um clássico do Forró e da música brasileira, composição  de Zé Ramalho e participação de Robertinho de Recife na guitarra acústica e Dominguinhos na sanfona. 
Em 1980 que Amelinha chegou totalmente ao estrelato  como uma grande intérprete da Música Popular Brasileira, com a canção Foi Deus que fez você, composta por Luiz Ramalho, no festival MPB 80, da Rede Globo. A canção foi classificada em 2º lugar, e vendeu mais de um milhão de discos compactos, alcançando o 1º lugar nas paradas das rádios FM e AM, a música está no álbum Porta Secreta.
Nessa época, já possuía diversas gravações e alguns discos produzidos por Zé Ramalho.
Em 1982, interpreta a canção-tema da minissérie Lampião e Maria Bonita, exibida na Rede Globo, intitulada Mulher nova, bonita e carinhosa, faz o homem gemer sem sentir dor, e o disco homônimo ficou entre os 50 mais vendidos do ano de 1982. "Romance da lua, lua", lançado em 1983, é uma tradução de um poema de Garcia Lorca em Romanceiro Cigano (no original em espanhol, Romancero Gitano).
Com o lançamento do álbum amelinha em 1987 não obtendo o mesmo sucesso dos anteriores, ela deu uma afastada da música, retornando nos anos 90.
Em 2002 participou do álbum  Pessoal do Ceará com Belchior e Ednardo.
Foi casada de 1978 a 1983 com o músico Zé Ramalho. com quem teve dois filhos.
Em 2011, lançou Janelas do Brasil, com canções de Belchior, Zeca Baleiro, Ednardo, Fagner, Geraldo Espíndola, Alceu Valença e uma das mais recentes revelações da MPB, Marcelo Jeneci.
Em 2012, Amelinha gravou seu primeiro DVD, contando com as participações de Fagner, Zeca Baleiro e Toquinho.
Em outubro de 2017, Amelinha lança o CD "De primeira grandeza: As canções de Belchior", e alinha no repertório dez músicas do cancioneiro do músico cearense Belchior.

## Discografia
- 1977 — Flor da Paisagem
- 1978 — Frevo mulher (Disco de ouro)
- 1980 — Porta secreta (Disco de platina quádruplo)
- 1982 — Mulher nova, bonita e carinhosa faz o homem gemer sem sentir dor (Disco de ouro)
- 1983 — Romance da lua, lua
- 1984 — Água e luz
- 1985 — Caminhos do Sol
- 1987 — Amelinha
- 1994 — Só forró
- 1996 — Fruta madura
- 1998 — Amelinha
- 2001 — Vento, forró e folia
- 2002 — Ednardo - Amelinha - Belchior - Pessoal do Ceará
- 2005 — Maxximum: Amelinha
- 2011 — Janelas do Brasil
- 2017 — De primeira grandeza: As canções de Belchior
- 2022 - Todo Mundo Vai Saber